# Yalpa dalcahue
Yalpa dalcahue là một loài bướm đêm trong họ Geometridae.